# Eois dione
Eois dione är en fjärilsart som beskrevs av William Schaus 1912. Eois dione ingår i släktet Eois och familjen mätare. Inga underarter finns listade i Catalogue of Life.